# 신헌
신헌(申櫶, 1810년 ~ 1884년)은 조선 말의 무신이자 외교관이었다. 본관은 평산(平山). 자는 국빈(國賓), 호는 위당(威堂), 시호는 장숙(壯肅)이다. 원래 이름은 신관호(申觀浩)였으나 후에 개명했다.

## 활동
1828년(순조 28) 무과에 급제하여 훈련원주부(訓練院主簿)에 임명되었다. 헌종 때에는 전라도병마절도사 등을 거쳐 1849년에는 금위대장(禁衛大將)이 되었으나 얼마되지 않아 파직, 유배되었다가 1857년에 풀려났다. 철종 때 형조판서·한성부판윤·공조 판서·우포도대장 등을 지내고, 고종 초기 대원군의 신임을 받아 형조·병조·공조판서를 역임하였다. 1866년 병인양요 때 총융사가 되어 강화도 염창(鹽倉)을 수비하였다. 1874년 진무사 훈련대장에 임명되어 강화도 연안에 포대를 구축했다. 1876년 운요호 사건이 일어나자 판중추부사(종1품) 로서 일본의 구로다 기요타카와 조일수호조규를 체결하였다. 1882년에는 미국의 슈펠트와 조미수호통상조약을 체결했다.

## 저술
정약용의 민간자위전법인 민보방위론을 계승, 발전시켜 《민보집설》(民堡輯說) · 《융서촬요》 등과 같은 병서를 저술, 자신의 국방론을 집대성시켰다. 김정희로부터 금석학, 시도, 서예등을 배워 예서(隸書)에 특히 조예가 깊었다. 지리학에도 관심이 높아 김정호의 《대동여지도》 제작에 조력하였을 뿐만 아니라, 자신이 직접 《유산필기》라는 역사지리서를 편찬하였다. 불교에도 관심이 있었으며 농법에도 관심을 가져 《농축회통》이라는 농서를 저술하였다.

## 가족
좌의정을 지낸 문희공 신개의 후손이다. 조부는 훈련대장 신홍주(申鴻周)이고, 부친은 부사 신의직(申義直)이며, 아들은 신정희(申正熙)이다.

## 관련 문화재
- 진천 신헌 고가 (충청북도 문화재자료 제1호)

## 작품속에 나타난 신헌
영화
- 《고산자, 대동여지도》(2016년, 배우: 공형진)